# Wyspy Russella

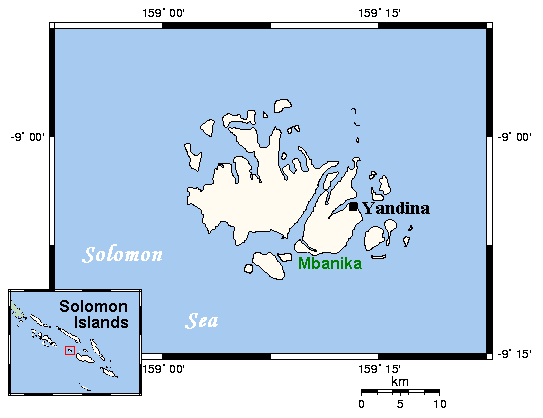
Wyspy Russella

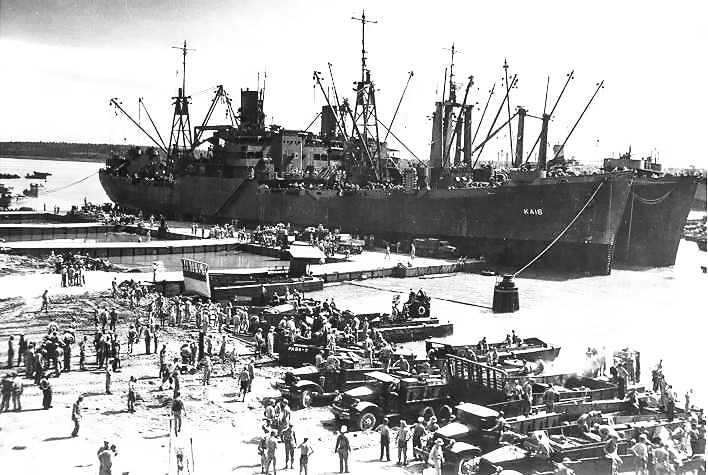
Transportowce amerykańskie na Wyspach Russella, 1943

Wyspy Russella (ang. Russell Islands) – dwie niewielkie wyspy pochodzenia wulkanicznego, w archipelagu Wysp Salomona, należące do Centralnej Prowincji państwa Wyspy Salomona. Wyspy Russella znajdują się 48 km (30 mil) na północny zachód od Guadalcanalu.  Większość powierzchni wysp zajmują plantacje palm kokosowych, a w największej miejscowości archipelagu, Yandina, znajdują się zakłady produkcji kopry i oleju palmowego. Miejscowa ludność melanezyjskiego pochodzenia nazywa się ludem Lavukal i posługuje się językiem lawukaleskim.
Podczas II wojny światowej, Wyspy Russella zostały zajęte przez Japończyków, po czym w roku 1943, w ramach działań zbrojnych USA na Wyspach Salomona, archipelag został zdobyty przez Marynarkę Wojenną USA. Większa wyspa (Pawuwu) stanowiła przejściowo rejon wypoczynkowy 1 Dywizji Marines, na drugiej (Banika, Mbanika), tam gdzie dzisiaj mieści się miejscowość Yandina, US Navy wzniosła wielką bazę zaopatrzeniową floty wraz z miejscami wypoczynkowymi dla korpusu oficerskiego i w pełni wyposażonymi szpitalami. Amerykanie opuścili archipelag w latach pięćdziesiątych XX wieku.
Posterunek policji w Yandinie w roku 2004 został zaatakowany przez grupę mężczyzn reprezentujących Rewolucyjną Armię Guadalcanalu (dzisiaj występującą pod nazwą Isatabu Freedom Movement), którzy włamali się do zbrojowni i zrabowali kilkadziesiąt sztuk broni długiej i krótkiej oraz kilkaset sztuk amunicji. Stolica kraju Honiara jest od kilku lat widownią niesnasek na tle etnicznym pomiędzy mieszkańcami Guadalcanalu i sąsiedniej wyspy Malaita.
Yandina jest siedzibą RAMSI (międzynarodowa organizacja pomocowa dla Wysp Salomona; ang. Regional Assistance Mission to the Solomon Islands), zajmująca się dostarczaniem pomocy logistycznej, materiałowej i w uzasadnionych przypadkach (jak w latach 2004–2005) – militarno-policyjnej. W programie partycypują większe kraje regionu, jak Australia, Nowa Zelandia, Fidżi i Papua-Nowa Gwinea. Havuna Primary School jest jedyną szkołą na Wyspach Russela.